# イェニマハレ駅 (TCDD)
イェニマハレ駅（イェニマハレえき、トルコ語: Yenimahalle Tren İstasyonu）はトルコのイスタンブールバクルキョイ区にある、トルコ国鉄（TCDD）の駅。
イスタンブール-ピティオン線上の駅であるが、イスタンブール都市圏の通勤電車であるマルマライのみが当駅に停車する。

## 歴史
1955年12月4日にイスタンブール-ピティオン線の途中駅として開業。駅開業から2013年までシルケジ-ハルカル間の通勤電車が運行された。2013年の6月末からマルマライの改築工事のために一時閉鎖し、2019年3月12日に再開業した。

## 駅構造

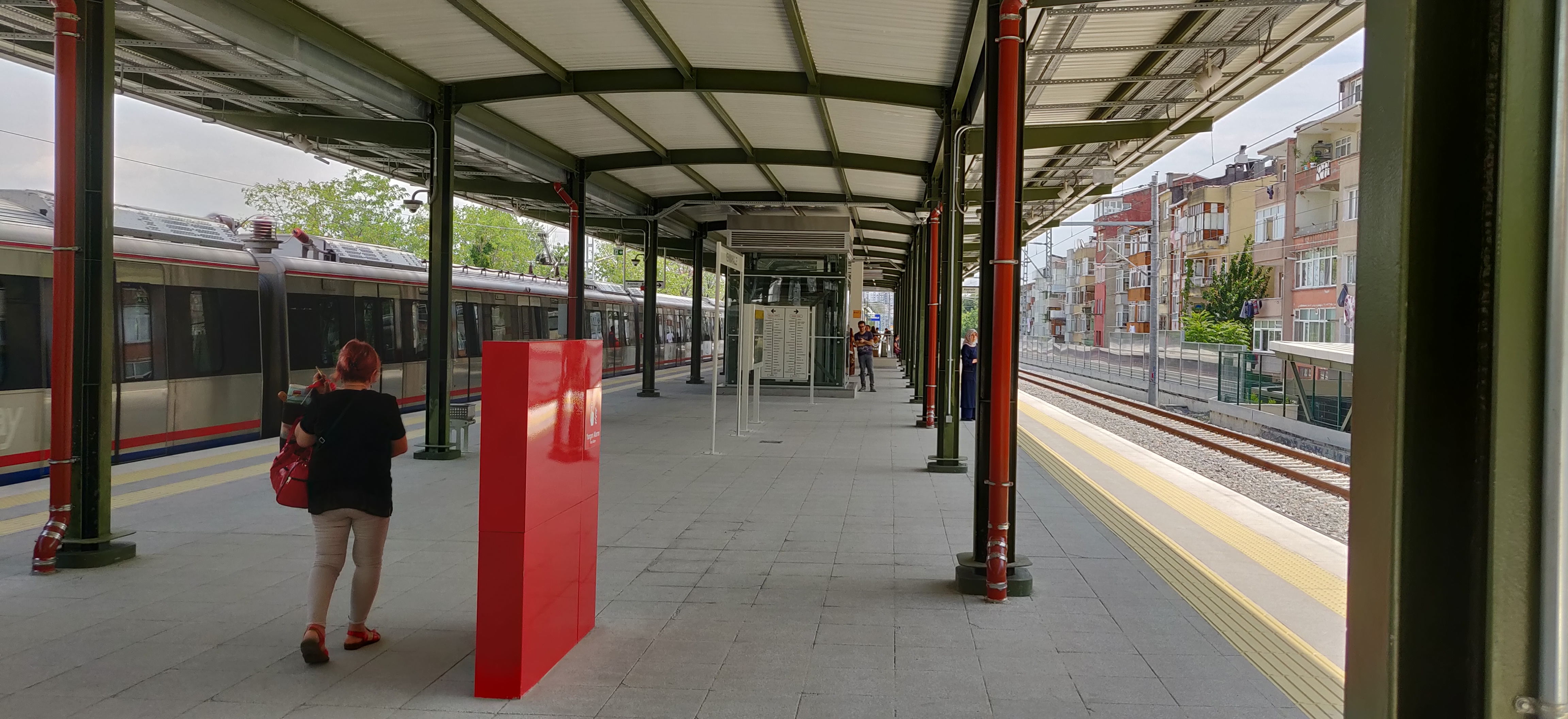
ホーム

島式ホーム1面2線と、その外側(南側のみ）に通過線を有する地上駅。通過線はYHTや長距離列車が通過し、マルマライとしては使用しない。改札口はホーム地下にある。

### のりば
| バクルキョイ ↑ \| ⇌ 2 1 ⇌ \| ↓ ゼイティンブルヌ＝ フィシェカーネ |      |            |                                                                        |
| 1                                                                | 西行 | マルマライ | バクルキョイ・ハルカル方面                                             |
| 2                                                                | 東行 | マルマライ | イェニカプ・ソウトリュチェシュメ・ボスタンジュ・ペンディク・ゲブゼ方面 |

## 駅周辺
- TCDD保育園
- ヴェリエフェンディ競馬場
- バクルキョイ市立国家ゲジ公園

## 隣の駅
トルコ国鉄
 マルマライ
バクルキョイ駅 - イェニマハレ駅 - ゼイティンブルヌ＝フィシェカーネ駅